# Frenemies
Frenemies (en Hispanoamérica Amienemigas y en España Amienemigos) es una película original de Disney Channel de 2012 basada en la novela homónima de Alexa Young, estrenada en los Estados Unidos y Canadá el 13 de enero de 2012 por Disney Channel. Está dirigida por Daisy von Scherler Mayer y protagonizada por un elenco coral compuesto por Bella Thorne, Zendaya, Nick Robinson, Stefanie Scott y Mary Mouser. 
La película trata de tres pares de amigos que van de amigos a enemigos y de vuelta a ser amigos.

## Trama
Avalon Greene y Halley Brandon son dos chicas que tienen un sitio web llamado GeeklyChic. Las chicas cuentan tres historias. La primera historia es acerca de cómo un chico y un perro, que son los mejores amigos y se convierten en amienemigos y cómo se convierten en los mejores amigos de nuevo. La segunda historia es acerca de cómo dos mejores amigas son amienemigas total después de un trabajo de redactor jefe. La última historia trata de dos socias (posiblemente idénticas) que intercambian vidas unos con otros.

### Jake y Murray
La primera historia es sobre un adolescente genio de la ciencia en la Escuela Secundaria Waterbury llamado Jake Logan (Nick Robinson), que es el mejor amigo de su perro, Murray (Winston). Una de las chicas más populares llamada Julianne (Stefanie Scott) quiere sacar una buena calificación a través de hacerlo su compañero para una tarea. Él acepta y van a la casa de Jake, ahí comienza hablar con una amiga sobre que engaña a Jake para sacar un 10 en el proyecto, pero Murray la escucha. Intenta ganarse más a Jake diciéndole «Jakie» y hablándole de ciencia como si fuera una experta. Van al parque donde Julianne le lanza la pelota a Murray y por casualidad cae en Savannah O'Neal (Mary Mouser), una chica deportista que al ver a Jake se enamora de él, pero se entera de que Julianne es la nueva novia de Jake (porque segundos antes se lo pide ella). Julianne le envía una carta de amor a Jake, pero Murray la lanza por el inodoro. Cuando ella vuelve a la casa de Jake se da cuenta de que la habitación de él es un desastre, y se entera de que desechó su carta de amor y al sentarse se mancha la falda con pintura rosa (la cual dejó el perro). Se venga robando el certificado nacional del premio de Jake en Astrofísica Molecular de la NASA, lo baña en perfume como lo hizo con su carta y la deja caer a través de la ranura de correo en la puerta de entrada de Jake. Al igual que Julianne espera, Murray toma el certificado de Jake de la NASA y lo lanza en el inodoro. Jake, es capaz de salvar su certificado, se enoja y le grita a Murray que lo odia. Murray escapa y se encuentra con Savannah y se lo lleva a su casa. Al día siguiente, Jake comienza a preocuparse por Murray ya que no regresa, pero se las arregla para terminar el proyecto de ciencias de Julianne. En la escuela, Jake se viste arreglado para impresionar a su novia Julianne, pero Avalon Greene (Bella Thorne) y Halley Brandon (Zendaya) intervienen y lo ayudan con su estilo. Savannah ve a Julianne ir con dos chicos a buscar un trabajo para sacar un 10, a Norm y a Lena para diferentes materias. Jake va con sus amigos y ellos le dicen que Murray jamás haría algo así como manchar un certificado sabiendo que era suyo, por lo que sospecha y recuerda que su certificado olía a perfume como la carta de amor de Julianne y sabe que lo hizo a propósito. Jake se enfrenta a ella y revela que sí fue a propósito, entonces Savannah utiliza esta oportunidad para exponer que Julianne usaba a sus "novios" para obtener una buena calificación. Murray corre y salta sobre Julianne y sobre el proyecto de ciencias. Aunque el proyecto se destruye, Jake está feliz de ver a Murray y se convierten en mejores amigos de nuevo.

### Avalon y Halley
La segunda historia es acerca de Avalon Greene (Bella Thorne) y Halley Brandon (Zendaya ) que crearon una revista virtual llamada "GeeklyChic". En la escuela, Halley recibe una llamada de la editorial favorita de ella y Avalon que es dirigida por Cherie St. Claire (Jessalyn Wanlim) de Nueva York. Halley cree que su hermano mayor, Kendall (Jascha Washington) le está jugando una broma hasta que ella se da cuenta de que realmente ha recibido una llamada de Cherie St. Claire. le dice para ir a la sede de la editorial en Manhattan, Nueva York, para pedirles algo que podría cambiar sus vidas. Durante la charla, Cherie St. Claire le dice a Avalon y Halley de que a ella le gusta su revista web y se ofrece para comprar, pero decide dejar sólo a una de ellas como la redactora jefe. Cherie St. Claire decide dejar que cada una de ellas escriba un artículo de portada y juzgará quien escribe el mejor artículo para que se convertirá en la escritora el redactor jefe. Avalon y Halley, que ambas quieren ser contratadas como editoras de alto nivel, ambas deciden entrevistar a un cantante francés llamado Jean Frank después de su primer concierto estadounidense agotado de lo que les lleva a convertirse en amienemigas. Al final, deciden que van a compartir el artículo. Cherie St. Claire se enfada y decide no contratar a ninguna de ellas. El programa de televisión «Los adolescentes de ahora» recoge su artículo sobre Jean Frank cambiando su imagen de que sólo estaba haciéndose pasar por un cantante de París, Francia. «Los adolescentes de ahora» también difunde página web de su blog para su público a la salida. Al ver que su revista web se ha vuelto global en su mapa contador de visitas, Avalon y Halley se vuelven las mejores amigas de nuevo.

### Savannah y Emma
La última historia en la película es acerca de Savannah O'Neal y Emma Reynolds (Mary Mouser desempeña ambos roles) que se conocen en el centro comercial (al igual que The Parent Trap), ya que cada una de ellas creen que la vida de la otra es mucho mejor y fácil conllevarla. Savannah es una chica poco femenina que le encanta andar en skate, vive con su padre y sus tres hermanos. Ella está enamorada de Jake Logan y asiste a la Secundaria Waterbury con Avalon, Halley, Jake, y Julianne. Emma es una chica rica que va a una escuela privada y con sus padres bastante exigentes que no la dejan tener mascotas a pesar de que Emma insiste. Savannah y Emma se conocen en el centro comercial. Ambas ordenan algo para comer y se les ocurrió la idea de cambiar de roles. Emma (disfrazada de Savannah) consigue una cita con Jake, y comienza a actuar romántica con el causando que Savannah se enfade y haga lo mismo con el novio de Emma y las dos comienzan a pelear. Más tarde, en el baile de cumpleaños de Emma, las chicas se perdonan entre sí y cambian de nuevo. Avalon y Halley llevan a todos al baile y comienzan a bailar «Pose» interpretado por Stefanie Scott, y así termina la película.

## Reparto
- Bella Thorne como Avalon Greene.
- Zendaya como Halley Brandon.
- Mary Mouser como Savannah O'Neal / Emma Reynolds.
- Nick Robinson como Jake Logan.
- Stefanie Scott como Julianne.
- Connor Price como Walker.
- Jascha Washington como Kendall Brandon.
- Dylan Everett como Lance Lancaster.
- Kathryn Greenwood como Lisa Logan.
- Doug Murray como Roger O'Neal.
- Clive Walton como Walt Reynolds.
- Natalie Radford como Jacqueline Reynolds.
- Jessalyn Wanlim como Cherie St. Claire
- Jesse Bostick como Emmett.
- Julian Kennedy como Owen.

### Doblaje al español
| Personaje           | Actor de doblaje (Hispanoamérica)          | Actor de doblaje (España)                  |
| ------------------- | ------------------------------------------ | ------------------------------------------ |
| Avalon Greene       | Anaís Portillo                             | Ainhoa Martín                              |
| Halley Brandon      | Constanza Lechuga                          | Guiomar Alburquerque Durán                 |
| Julianne            | Daiana Giselle Vecchio                     | Celia de Diego                             |
| Jake Logan          | Fernando Calderón                          | Miguel Rius                                |
| Savannah / Emma     | Lourdes Arruti                             | Cristina Yuste                             |
| Créditos técnicos   |                                            |                                            |
| Estudio de doblaje  | Diseño en Audio S.A. de C.V.               | ¿?                                         |
| Estudio de doblaje  | Media Pro Com Díalogos de Julianne         | ¿?                                         |
| Director de doblaje | Diana Santos                               | ¿?                                         |
| Traductor           | Elena Ramírez                              | ¿?                                         |
| Adaptador           | Elena Ramírez                              | ¿?                                         |
| Gerente creativo    | Pedro de la Llata                          | Pedro de la Llata                          |
| Director creativo   | Raúl Aldana                                | Raúl Aldana                                |
| Doblaje al español  | Disney Character Voices International Inc. | Disney Character Voices International Inc. |

## Producción
La película fue filmada en Toronto, Canadá.

## Recepción
Se estrenó el viernes 13 de enero de 2012 en Disney Channel y tuvo más de 4 millones de espectadores.[cita requerida]

## DVD
La película fue lanzada en DVD en el Reino Unido el 23 de abril de 2012. La edición presenta las siguientes características:
- Bloopers and Outtakes
- Escenas eliminadas
- 2 episodios no vistos hasta el momento de "A.N.T. Farm" - "Performants" y "Some Enchanted Evening" (episodios inéditos en el Reino Unido)
- Making of de "Frenemies"

## Estrenos internacionales
| País / Región                                                                                       | Canal                                                 | Estreno                                     | Título según el país   |
| --------------------------------------------------------------------------------------------------- | ----------------------------------------------------- | ------------------------------------------- | ---------------------- |
| Canadá                                                                                              | Family                                                | 13 de enero de 2012                         | FRenemies              |
| Estados Unidos                                                                                      | Disney Channel                                        | 13 de enero de 2012                         | FRenemies              |
| Irlanda Reino Unido                                                                                 | Disney Channel Reino Unido e Irlanda                  | 2 de marzo de 2012                          | FRenemies              |
| Australia Nueva Zelanda                                                                             | Disney Channel Australia                              | 13 de abril de 2012                         | FRenemies              |
| Países Bajos · Bélgica                                                                              | Disney Channel Países Bajos                           | 25 de mayo de 2012                          | FRenemies              |
| Dinamarca · Finlandia · Noruega · Suecia                                                            | Disney Channel Escandinavia                           | 18 de mayo de 2012                          | FRenemies              |
| Italia                                                                                              | Disney Channel Italia                                 | 17 de marzo de 2012                         | NEmiciperlapelle       |
| Francia                                                                                             | Disney Channel Francia                                | 10 de abril de 2012                         | AMIennemies            |
| Turquía                                                                                             | Disney Channel Turquía                                | 21 de abril de 2012                         | Dost Musun Düşman Mı?  |
| Bulgaria                                                                                            | Disney Channel Bulgaria                               | 28 de abril de 2012                         | Не-приятели            |
| República Checa                                                                                     | Disney Channel República Checa                        | 28 de abril de 2012                         | NE/přátelé             |
| Chipre · Grecia                                                                                     | Disney Channel Grecia                                 | 28 de abril de 2012                         | Φίλεχθροι              |
| Hungría                                                                                             | Disney Channel Hungría                                | 28 de abril de 2012                         | Bar/átok               |
| Rumania                                                                                             | Disney Channel Rumania                                | 28 de abril de 2012                         | Prieteni sau adversari |
| Polonia                                                                                             | Disney Channel Polonia                                | 28 de abril de 2012                         | Nie-przyjaciele        |
| Portugal                                                                                            | Disney Channel Portugal                               | 28 de abril de 2012                         | AMinimigos             |
| España                                                                                              | Disney Channel España                                 | 28 de abril de 2012                         | AMIenemigos            |
| Ucrania                                                                                             | Disney Channel Ucrania                                | 28 de abril de 2012                         | Закляті друзі          |
| Japón                                                                                               | Disney Channel Japón                                  | 6 de mayo de 2012                           | フレネミーズ           |
| Rusia                                                                                               | Disney Channel Rusia                                  | 19 de mayo de 2012                          | Заклятые друзья        |
| Argentina · Chile · Colombia · Ecuador · México · Perú · Uruguay · República Dominicana · Venezuela | Disney Channel Latinoamérica HBO Family Latinoamérica | 10 de noviembre de 2013 15 de abril de 2012 | Amienemigas            |
| Brasil                                                                                              | Disney Channel Brasil Rede Telecine                   |                                             | AMInimigas             |
| Brunéi Malasia                                                                                      | Disney Channel Malasia                                | 2012                                        | Frenemies              |
| Camboya Indonesia Filipinas Singapur Tailandia Vietnam                                              | Disney Channel Asia                                   | 2012                                        | Frenemies              |